# ジブチ料理
ジブチ料理（ジブチりょうり）は、ジブチで食べられる料理。ソマリ料理、アファル料理、イエメン料理、フランス料理、インド料理の影響を受けて成立し、サフランやシナモンをはじめとして、中東で用いられるような多種多様の香辛料を使うことに特徴がある。香辛料を多く使うため辛味が効いた料理も多く、ファファーやジブチエンヌスープ（辛味のある牛肉スープ）から、イタケルトウェット（辛い野菜シチュー）まで、多岐にわたる。またハルウォ（ハルヴァとも）は、イド・アル=フィトルや結婚式での披露宴などのハレの日に食べられる菓子であり、砂糖、コーンスターチ、カルダモンパウダー、ナツメグパウダー、ギーを材料とする。風味づけのために落花生が用いられることもある。

## 朝食
ジブチでは朝食（Quraac）が重要視されており、お茶（シャーア）或いはコーヒー（ブナ）を飲んで一日を始める人が多い。主食は一般的にはラホと呼ばれるパンケーキの様なパンで、ワットと称されるシチューやスープと一緒に食べ合わせる。隣国エチオピアにおける主食であるインジェラに類似しているが、それよりも小さく、薄い。また、牛肉のレバーや山羊肉（hilib ari）、さいの目切りにした牛肉のスープ（suqaar）、ジャーキー（OodkacまたはMuqmad）もよく出される。ラホは蜂蜜、ギーをつけてお茶菓子としても食べられる。

## 昼食および夕食

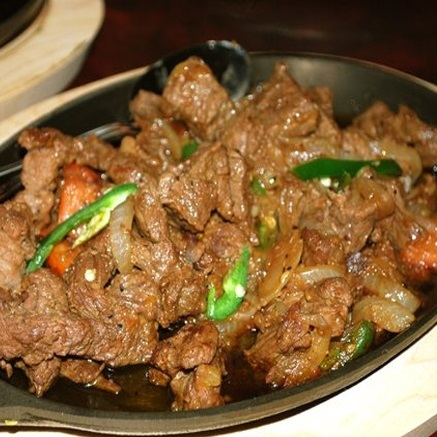
ヒトコブラクダ肉、ジブチのレストランにて。

昼食（Qado）と夕食（Casho）では、大抵多種多様なシチューが出される。米（バリス）もよく食されるが、日本で食べられる状態とは異なり、肉やバナナを付け合わせとして出されることが多い。首都たるジブチ市では、ステーキや魚が頻繁に食されている。パスタ（Baasto）は、発祥地のイタリアのパスタソースよりも濃厚であり、シチューとして出され、肉を付け合わせとすることが多い。

## 軽食・菓子

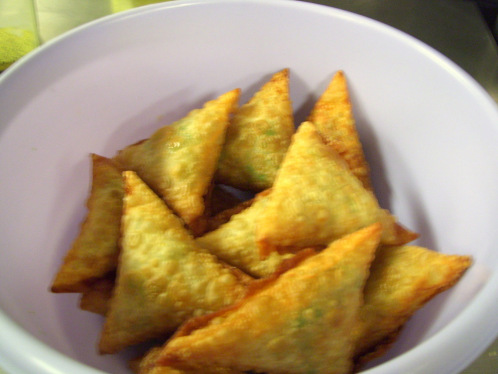
サンブサ（サモサ）

インド発祥の三角形型の菓子のサモサがソマリアに入って生み出されたサンブサは、ジブチでも広く食べられている。ジブチで独自に進化したサンブサは唐辛子の辛味が効いている。ヤギのひき肉或いは魚肉を主材料とする。前述のハルヴァもジブチの至る所で食べられている。
また、ジブチの定番料理の1つとして、ガルーベイが挙げられる。オート麦を牛乳で炊いた粥の一種で、クミンなどの香辛料が効いており、ラマダン時によく食される。更にマンゴー（カンボ）や グアバ（セイトゥーン）、バナナ（ムース）なども根強い人気を誇る。